# Cung điện ở Kluczowa
Cung điện ở Kluczowa (tiếng Ba Lan: Pałac w Kluczowej) là một cung điện có từ trước năm 1600 ở làng Kluczowa, tỉnh Dolnośląskie, Ba Lan. Kể từ khi tồn tại, cung điện được xây dựng lại nhiều lần, lần cuối cùng được thực hiện vào giai đoạn 1837-1840 dựa trên thiết kế của một kiến trúc sư lỗi lạc thời bấy giờ - Karl Friedrich Schinkel. Cung điện có tên trong danh sách di tích. Hiện tại, công trình kiến trúc này đang dần xuống cấp.

## Lịch sử
Trang viên kiên cố ở Kluczowa được xây dựng từ trước năm 1600 và được xây dựng lại thành một dinh thự theo phong cách Baroque vào năm 1685. Vào năm 1735, cung điện được xây dựng lại và mở rộng. Diện mạo cổ điển như hiện nay là kết quả từ lần xây dựng lại cung điện vào giai đoạn 1837-1840 dựa trên thiết kế của Karl Friedrich Schinkel. Cung điện được tu bổ vào năm 1978 và vào những năm 1983-1991. Hiện tại, công trình kiến trúc này đang trong tình trạng xuống cấp nghiêm trọng và có nguy cơ bị sập.

## Kiến trúc
Đây là một cung điện ba tầng, được xây dựng trên một mặt phẳng hình chữ nhật và được phủ bởi mái bằng. Cung điện có hai tòa tháp bốn tầng, được lợp bằng ngói lưu ly. Cung điện này là một phần của khu phức hợp bao gồm một công viên.